# Albert Lieven
Albert Lieven, nato Albert Fritz Liévin (Olsztynek, 22 giugno 1906 – Londra, 22 dicembre 1971), è stato un attore tedesco.

## Filmografia parziale

### Cinema
- Frida l'amante straniera (Frieda), regia di Basil Dearden (1947)
- Vagone letto per Trieste (Sleeping Car to Trieste), regia di John Paddy Carstairs (1948)
- Londra chiama Polo Nord, regia di Duilio Coletti (1956)
- La guerra segreta di suor Katryn (Conspiracy of Hearts), regia di Ralph Thomas (1960)
- I cannoni di Navarone (The Guns of Navarone), regia di J. Lee Thompson (1961)

### Televisione
- I gialli di Edgar Wallace (The Edgar Wallace Mystery Theatre) – serie TV, episodio 3x06 (1962)